# Парламентские выборы в Сербии (2003)
Досрочные парламентские выборы в Сербии 2003 года прошли 28 декабря.
После свержения в 2000 году посткоммунистического режима Слободана Милошевича Сербия оказалась в состоянии серьёзного и длительного политического кризиса. Президентские выборы проводились трижды, но нового президента так и не удалось избрать из-за низкой явки избирателей. Ситуацию усугубило убийство в марте 2003 года популярного премьер-министра Зорана Джинджича, нанёсшее серьёзный удар по реформистским силам. В начале ноябре разногласия между реформистами привели к падению коалиционного правительства Демократической оппозиции Сербии, что стало причиной объявления досрочных выборов.
К декабрю 2003 года реформистский альянс Демократическая оппозиция Сербии (ДОС) распался на три основные части. Отдельно друг от друга на выборы пошли Демократической партии Сербии бывшего президента Югославии Воислава Коштуницы, Демократическая партия, которую после убийства Джинджича возглавил Борис Тадич, на тот момент исполнявший обязанности министра обороны Союза Сербии и Черногории, и новая партия G17+, созданная группой либеральных экономистов во главе с Миролюбом Лабусом. Остальные партии либо вошли в коалиции либо решили идти на выборы самостоятельно.
Главными противниками реформистских сил стали Социалистическая партия Сербии, которую вместо арестованного Милошевича возглавил его заместитель Ивица Дачич, националистическая Сербская радикальная партия, единоличным лидером которой после экстрадиции Воислава Шешеля стал Томислав Николич и коалиция «За народное единство», созданная Партией сербского единства, организованная известным сербским боевиком Желько Ражнатовичем по прозвищу «Аркан», убитым в 2000 году.

## Участники выборов
- Сербская радикальная партия;
- Демократическая партия Сербии вместе с кандидатами от Народной демократической, Сербской либеральной и Сербской демократической партий;
- Демократическая партия вместе с кандидатами от Гражданского альянса Сербии, Демократического центра, Социал-демократического союза и Коалиции «Список за Санджак», включающая Партию демократического действия Санджака, Боснийскую демократическую партию Санджака, Реформистскую партию Санджака, Социал-демократическую партию Санджака и Социально-либеральную партию Санджака;
- G17+ вместе с кандидатами от Социал-демократической партии;
- Коалиция Сербское движение обновления—"Новая Сербия";
- Социалистическая партия Сербии;
- Коалиция «Вместе за толерантность», включающая Лигу социал-демократов Воеводины, Альянса воеводинских венгров, Санджакскую демократическую партию, Лигу за Шумадию, Демократический альянс хорватов Воеводины, Хорватский народный альянс, Христианско-демократическое европейское движение, Гражданское движение воеводинских венгров, Демократическую партию ромов Сербии, Демократический альянс болгар в Сербии, Коалицию «Воеводина», Европейскую партию, Партию за Санджак, Либеральную боснийскую организацию и Социал-демократическую рабочую партию;
- Демократическая альтернатива;
- Коалиция «За народное единство», включающая Партию сербского единства, партию «Наш дом Сербия», Народную крестьянскую, Народную и Сербскую партии;
- Народное движение «Отпор!»;
- Коалиция «Самостоятельная Сербия», включающая Христианско-демократическую партию Сербии, Демократическую партия отечество, Демократическое движение румын Сербии, Крестьянскую партию и партию «Сербская справедливость»;
- Социалистическая народная партия;
- Либералы Сербии;
- Реформисты Воеводины;
- Коалиция «Защита и справедливость», включающая партию Социал-демократия, Народную партию справедливости, Партию рабочих и пенсионеров и Социал-демократическую партию зелёных;
- Экономическая сила Сербии и диаспоры;
- Трудовая партия Сербии;
- Югославская левица;
- Альянс сербов Воеводины.

## Результаты выборов[1]
| Партия                                        | Оригинальное название                                   | Голоса    | %     | Места | Изменения |
| --------------------------------------------- | ------------------------------------------------------- | --------- | ----- | ----- | --------- |
| Сербская радикальная партия                   | серб. Српска радикална странка, СРС                     | 1 056 256 | 27,62 | 82    | ▲59       |
| Демократическая партия Сербии                 | серб. Демократска странка Србије, ДПС                   | 678 031   | 17,73 | 53    | ▲8        |
| Демократическая партия                        | серб. Демократска странка, ДС                           | 481 249   | 12,58 | 37    | ▼25       |
| G17+                                          | серб. Г17 плус                                          | 438 422   | 11,46 | 34    | ▲34       |
| Сербское движение обновления / «Новая Сербия» | серб. Српски покрет обнове, СПО / серб. Нова Србија, НС | 293 082   | 7,66  | 22    | ▲14       |
| Социалистическая партия Сербии                | серб. Социјалистичка партија Србије                     | 291 341   | 7,62  | 22    | ▼15       |
| «Вместе за толерантность»                     | серб. Заједно за толеранцију                            | 161 765   | 4,23  | 0     | ▼19       |
| Демократическая альтернатива                  | серб. Демократска алтернатива                           | 84 463    | 2,21  | 0     | ▼6        |
| «За народное единство»                        | серб. За народно јединство                              | 68 537    | 1,79  | 0     | ▼10       |
| Народное движение «Отпор!»                    | серб. Народни покрет Отпор!                             | 62 545    | 1,64  | 0     | новый     |
| «Самостоятельная Сербия»                      | серб. Самостална Србија                                 | 45 211    | 1,18  | 0     | ▼8        |
| Социалистическая народная партия              | серб. Социјалистичка народна странка                    | 27 596    | 0,72  | 0     | новый     |
| Либералы Сербии                               | серб. Либерали Србије                                   | 22 852    | 0,60  | 0     | ▼9        |
| Реформисты Воеводины                          | серб. Реформисти Војводине                              | 19 464    | 0,51  | 0     | ▼4        |
| «Защита и справедливость»                     | серб. Одбрана и правда                                  | 18 423    | 0,48  | 0     | ▼9        |
| Экономическая сила Сербии и диаспоры          | серб. Економска снага Србије и дијаспоре                | 14 113    | 0,37  | 0     | новый     |
| Трудовая партия Сербии                        | серб. Лабурстичка партија Србије                        | 4 666     | 0,12  | 0     | новый     |
| Югославская левица                            | серб. Југословенска левица                              | 3 771     | 0,10  | 0     | ▬         |
| Альянс сербов Воеводины                       | серб. Савез Срба у Војводини                            | 3 015     | 0,08  | 0     | новый     |
| Недействительные голоса                       |                                                         | 49 755    | 1,30  | -     |           |
| Всего                                         |                                                         | 3 824 557 | 100   | 250   |           |
| Зарегистрировано избирателей/Явка             |                                                         | 6.511.450 | 58,74 |       |           |

1. ↑  45 депутатов от Демократической партии, а также 17 депутатов от Гражданского альянса Сербии, Демократического центра и Социал-демократического союза, чьи кандидаты баллотировались по списку Демпартии
2. ↑  С учётом 8 депутатов от партии «Новая Сербия», избранных по списку Демократической оппозиции Сербии
3. ↑  19 депутатов от Лиги социал-демократов Воеводины, Альянса воеводинских венгров, Санджакской демократическую партию, Коалиции «Воеводина» и Лиги за Шумадию, избранный от демократической оппозиции Сербии
4. ↑  С учётом 7 депутатов от Христианско-демократической партия Сербии, избранных по списку Демократической оппозиции Сербии, и 1 депутата от Крестьянской партии, избранного по списку Партии сербского единства

## Распределение мест в Скупщине
Сербская радикальная партия  (82)
 Демократическая партия Сербии  (53)
 Демократическая партия—Гражданский альянс Сербии—Социал-демократический союз  (37)
 G17+—Социал-демократическая партия  (34)
 Сербское движение обновления—«Новая Сербия»  (22)
 Социалистическая партия Сербии  (22)

## Итоги выборов
Хотя больше всех голосов набрали радикалы Томислава Николича, но находясь в изоляции они не имели шансов получить власть. В борьбу за право сформировать правительство включились три основные реформистские партии, ранее входившие в коалицию Демократическая оппозиция Сербии. Только на второй сессии в феврале удалось выбрать нового главу Скупщины. Им стал Драган Маршичанин, представитель демократов Коштуницы, кандидатуру которого поддержали депутаты от G17+, Сербского движения обновления, «Новой Сербии» и социалистов.
В середине февраля лидер Демократической партии Сербии Воислав Коштуница получил мандат на формирование нового правительства Сербии. Ему удалось достичь коалиционного соглашения с G17+, Сербским движением обновления и партией «Новая Сербия», заручившись поддержкой 109 депутатов. Так как для получения парламентского большинства требовалось 126 мест из 250, Коштунице требовалась поддержку социалистов, чтобы сформировать новое правительство. Ему удалось договориться о том, что депутаты Соцпартии будут поддерживать правительство в парламенте, хотя и не получат министерские посты. 3 марта 2004 года новое сербское правительство во главе с Коштуницей пришло к власти.